# クリスティーナ・ベネッケ
クリスティーナ・ベネッケ（Christina Benecke、女性、1974年10月14日 - ）はドイツの元女子バレーボール選手。現役時代のポジションはミドルブロッカー。元ドイツ代表。

## 来歴
- クラブチーム

ハンブルク出身。14歳のときにバレーボールを始めた。1997年にVolleyball-Team Hamburgへ入団。1998/99シーズンはドイツ・ブンデスリーガのシュヴェリーンSCでプレーした。1999/00シーズンよりイタリアセリエAに活躍の場を移した。2000/01シーズンはCentro Ester Napoliに移籍し、セリエA1で9位、イタリアカップで5位となった。2002/03シーズンは再びブンデスリーガに戻り、Volleyball-Team Hamburgでプレーし、リーグ3位となった。2003/04シーズンと2007/08シーズンのドイツカップでは2位となった。2008/09シーズンをもって現役引退した。
- 代表チーム

1990年、ジュニアの欧州選手権に出場し銀メダルを獲得した。1997年、シニアのドイツ代表に初選出された。同年チェコで開催された欧州選手権で代表デビューした。1998年、世界選手権に出場した。1999年の欧州選手権では4位となった。2000年、シドニー五輪に出場し6位となった。2003年、ワールドグランプリでは7位、欧州選手権で銅メダルを獲得した。2004年、アテネ五輪に出場した。2006年、日本で開催された世界選手権では控えながらベテランとして若手を支えた。

## 球歴
- オリンピック - 2000年、2004年
- 世界選手権 - 1998年、2006年
- 欧州選手権 - 1997年、1999年、2001年、2003年
- ワールドグランプリ - 2001年、2003年、2004年

## 所属クラブ
- Volleyball-Team Hamburg（1997-1998年）
- シュヴェリーンSC（1998-1999年）
- Viva Volley Tortoreto（1999-2000年）
- Centro Ester Napoli（2000-2001年）
- Romanelli Volley（2001-2002年）
- Volleyball-Team Hamburg（2002-2009年）